# Copa América féminine
La Copa América féminine (appelée avant 2014 Sudamericano Femenino) est la principale compétition de football féminin entre les équipes nationales affiliées à la CONMEBOL.

## Histoire
Le Brésil écrase de sa domination cette compétition en remportant 9 des 10 tournois entre 1991 et 2025. Seule l'édition 2006 a été remportée par l'Argentine, devant les Brésiliennes, à la surprise générale.
Les deux premières éditions (1991 et 1995) qualifiaient automatiquement le champion à la Coupe du monde. Lors de la troisième édition (1998), le vainqueur était toujours qualifié et le finaliste accédait à un barrage de qualification contre un représentant de la zone CONCACAF. Pour les quatrième, cinquième et sixième éditions (2003, 2006 et 2010), le vainqueur et son dauphin étaient directement qualifiés. À partir de 2014, les deux premiers se qualifient et le troisième passe par un barrage (toujours contre un représentant de la CONCACAF). À noter que le tournoi sert aussi de biais de qualification aux Jeux olympiques.

## Palmarès

### Palmarès par édition
Excepté en 1995, 1998, 2022 et 2025 où une finale proprement dite est disputée pour désigner le vainqueur, le titre est attribué à l'issue d'une poule finale.
| Numéro | Édition | Pays hôte                | Vainqueur  | Deuxième  | Troisième |
| ------ | ------- | ------------------------ | ---------- | --------- | --------- |
| 1re    | 1991    | Brésil                   | Brésil     | Chili     | Venezuela |
| 2e     | 1995    | Brésil                   | Brésil (2) | Argentine | Chili     |
| 3e     | 1998    | Argentine                | Brésil (3) | Argentine | Pérou     |
| 4e     | 2003    | Pérou Argentine Équateur | Brésil (4) | Argentine | Colombie  |
| 5e     | 2006    | Argentine                | Argentine  | Brésil    | Uruguay   |
| 6e     | 2010    | Équateur                 | Brésil (5) | Colombie  | Chili     |
| 7e     | 2014    | Équateur                 | Brésil (6) | Colombie  | Équateur  |
| 8e     | 2018    | Chili                    | Brésil (7) | Chili     | Argentine |
| 9e     | 2022    | Colombie                 | Brésil (8) | Colombie  | Argentine |
| 10e    | 2025    | Équateur                 | Brésil (9) | Colombie  | Argentine |

### Palmarès par équipe
| Rang | Équipe    | Victoire(s)                                              | Deuxième(s) place(s)       | Troisième(s) place(s) |
| ---- | --------- | -------------------------------------------------------- | -------------------------- | --------------------- |
| 1er  | Brésil    | 9 (1991, 1995, 1998, 2003, 2010, 2014, 2018, 2022, 2025) | 1 (2006)                   |                       |
| 2e   | Argentine | 1 (2006)                                                 | 3 (1995, 1998, 2003)       | 3 (2018, 2022, 2025)  |
| 3e   | Colombie  |                                                          | 4 (2010, 2014, 2022, 2025) | 1 (2003)              |
| 4e   | Chili     |                                                          | 2 (1991, 2018)             | 2 (1995, 2010)        |
| 5e   | Équateur  |                                                          |                            | 1 (2014)              |
| 5e   | Pérou     |                                                          |                            | 1 (1998)              |
| 5e   | Uruguay   |                                                          |                            | 1 (2006)              |
| 5e   | Venezuela |                                                          |                            | 1 (1991)              |